# Francis Hutcheson

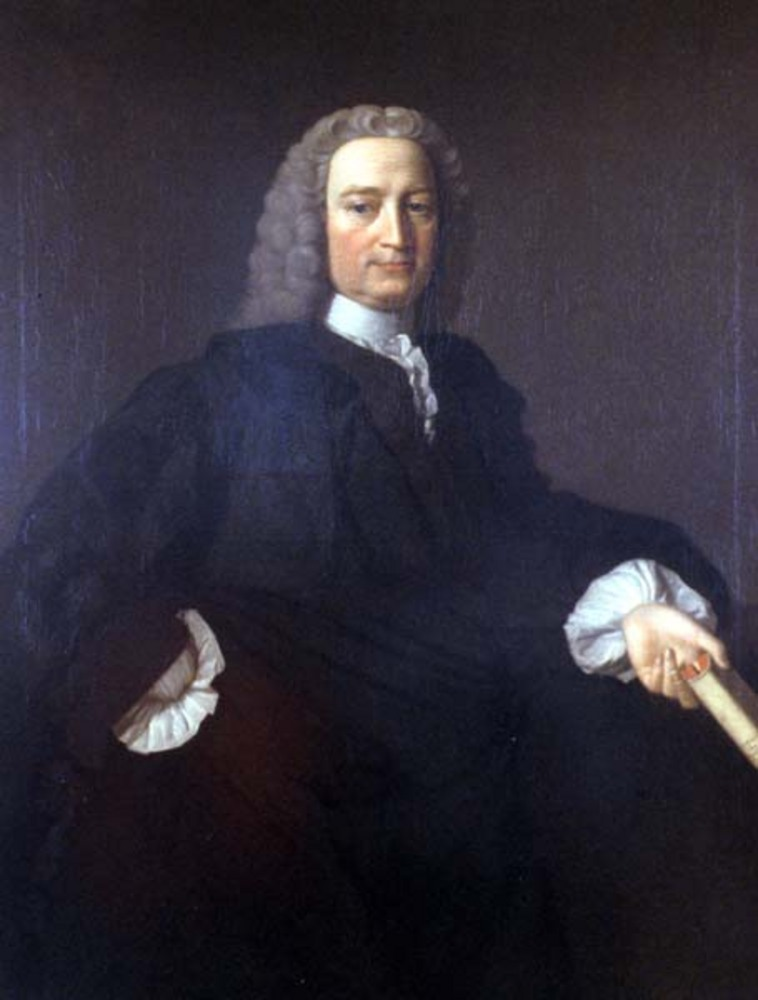
Francis Hutcheson

Francis Hutcheson (n. 8 de agosto de 1694 – 8 de agosto de 1746) fue un economista y filósofo irlandés. Hutcheson estudió en la universidad de Glasgow filosofía, teología y literatura. Es considerado el padre de la Ilustración Escocesa. 
En 1716 se ordenó como ministro en la Iglesia de Escocia y en 1729 llegó a ser profesor universitario de Glasgow. Su filosofía influiría en los filósofos escoceses del siglo XVIII. 
Consideraba que la filosofía tiene un valor práctico, y por lo tanto no es un mero ejercicio teórico. Esto puede observarse particularmente en su sistema moral, que se contrapone al desarrollado por David Hume, que intentaba ser una "ciencia moral".

## Obras
- Inquiry into the Original of Our Ideas of Beauty and Virtue, 1725
- An Essay on the Nature and Conduct of the Passions and Affections, with Illustrations upon the Moral Sense, 1728
- A short introduction to moral philosophy: in three books; containing the elements of ethicks and the law of nature, 1747
- System of Moral Philosophy, 1755

## Literatura
- Eine Untersuchung über den Ursprung unserer Ideen von Schönheit und Tugend. Über moralisch Gutes und Schlechtes. tradicir a alemán: Wolfgang Leidhold. Meiner, Hamburg 1986. ISBN 978-3-7873-0632-9